# Vikoč
Vikoč (cyr. Викоч) – wieś w Bośni i Hercegowinie, w Republice Serbskiej, w gminie Foča. W 2013 roku liczyła 9 mieszkańców.